# بانيكالي
بانيكالي (بالإيطالية: Panicale)‏ هي بلدية في مقاطعة بيرودجا في إقليم أومبريا في إيطاليا.

## السكان
في سنة 1861 بلغ عدد السكان 3٬822 نسمة، وتطور العدد ليصل في سنة 2011 لـ 5٬734 نسمة.
يظهر هذا المخطط البياني تطور النمو السكاني لـ بانيكالي